# Yang mei
De yang mei, yangmei, yumberry, Chinese Bayberry, Japanese Bayberry, Red Bayberry of Chinese strawberry tree (Myrica rubra, synoniem: Morella rubra Loureiro, Myrica rubra var. acuminata Nakai.) is een subtropische, zoete, rode tot donkerpurperrode, 1,5-2,5 cm grote vrucht, die enigszins lijkt op een aardbei en er ook een beetje naar smaakt. Cultivars kunnen tot 4 cm grote vruchten hebben. In het midden van de steenvrucht zit één pit, die ongeveer de helft van de vrucht uitmaakt vergelijkbaar met een lycheevrucht. (Chinese naam:杨梅=yángméi; Kantonees: yeung4 mui4; Shanghainese:jɑ̃.mɛ, letterlijk, "populaire pruim". Japanse naam=yamamomo; kanji: 山桃; katakana: ヤマモモ, letterlijk, "bergperzik")
De yang mei komt van nature voor in China, waar ze al 2000 jaar geteeld wordt voornamelijk ten zuiden van de Yangtze in Fujian, Guangdong, Guangxi, Guizhou, Hainan, Hunan, Jiangsu, Jiangxi, Sichuan, Yunnan en Zhejiang.. Vanuit China is de soort verspreid over Taiwan, Japan, Korea en de Filipijnen. Van nature komt de boom voor in bossen op berghellingen en in dalen op 100-1500 meter hoogte.
De vrucht groeit aan een 10-20 m hoge, altijd groenblijvende boom met een gladde, grijze bast en een bolvormige kroon. De 5-60 cm diep wortelende boom is tweehuizig en groeit ook nog op arme, zure grond.